# Панаев, Фёдор Николаевич

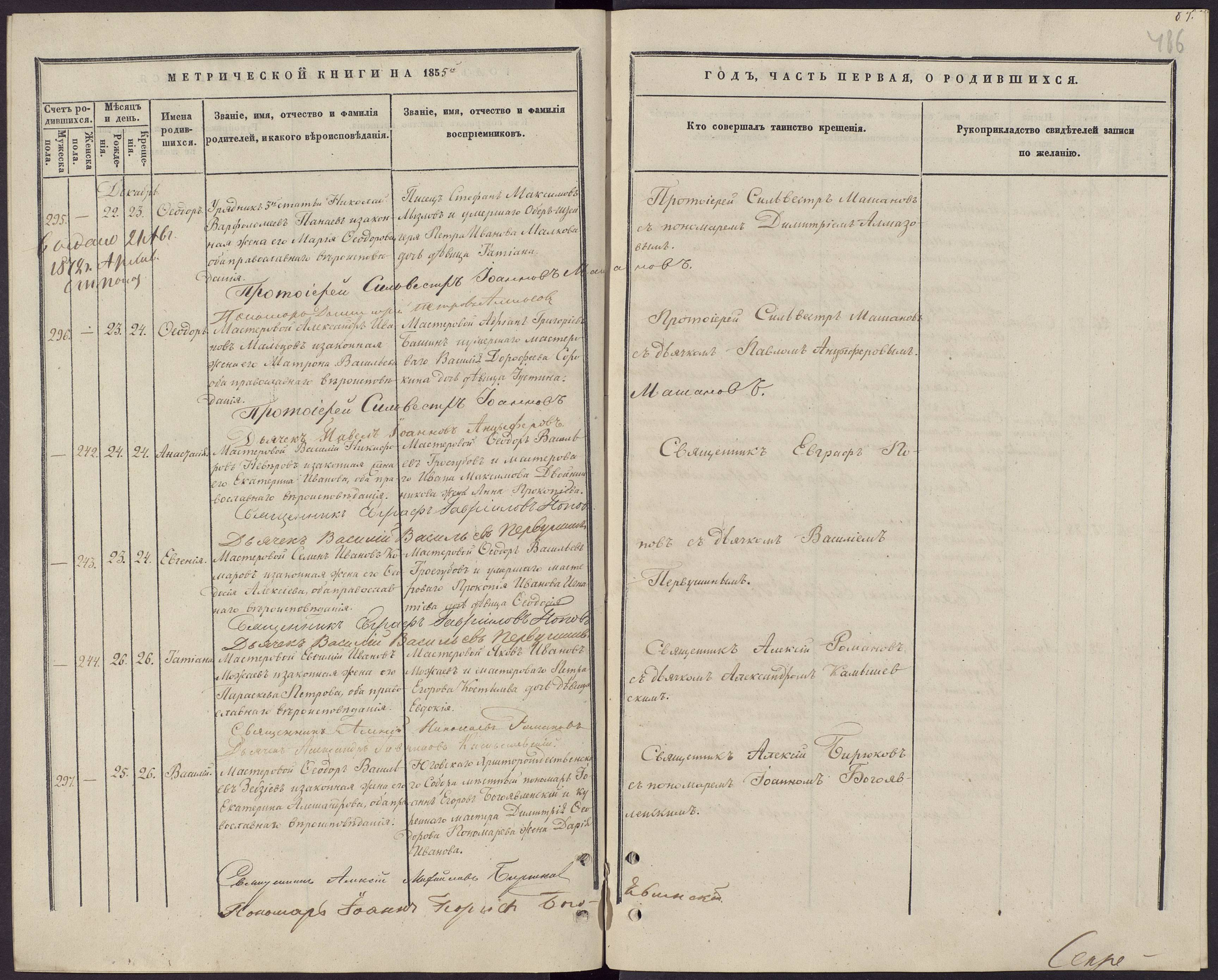
Метрическая книга Христо-Рождественского собора Юговского завода 1855 года (лист с информацией о рождении Ф. Панаева).

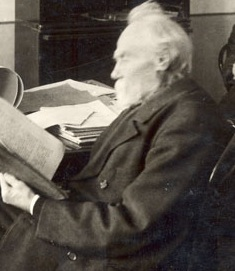
Ф. Н. Панаев в 1920-е—1930е гг.

Фёдор Никола́евич Пана́ев (22 декабря 1855 (3 января 1856), Юговской завод, Пермская губерния — 30 марта 1933, Пермь, Уральская область) — русский и советский климатолог и педагог, автор ряда книг по климатологии, один из основателей Пермского зоопарка.
Не белая берёзонька к земле клонится,

Не шёлкова в поле травонька расстилается;

Стелется, расстилается полынь горькая.

Нет тебя, полынушка, горче в поле нет.

Горче тебя, полынушка, служба царская,

Наша солдатская, царя белого Петра первого;

Нам со вечера ружья чистити,

Со полуночи солдатушкам голова чесать,

Голова чесать да кудри пудрити,

Во белом свету солдатушкам во поход идти,

Во поход идти, во строю стоять,

Во строю стоять да по ружью держать.

## Биография
Родился 22 декабря 1855 (3 января 1856) года в посёлке Юговской завод Юговской волости Пермского уезда Пермской губернии (ныне — п. Юг, административный центр Юговского сельского поселения Пермского района Пермского края. Отец — урядник Николай Варфоломеевич Панаев (род. 8 (20) декабря 1818) (данные по церковной метрике Юговского собора). Мать — Мария Фёдоровна. Был крещён 23 декабря 1855 (4 января 1856) года протоиреем Сильвестром Маштановым и пономарём Димитрием Алмазовым в соборе Рождества Христова в Юговском заводе.
Окончил Пермское уездное училище. Работал учителем, сначала в Шадринске, затем — в 1878—1891 гг — в Соликамском приходском училище. В период работы в Соликамске изучал местный фольклор, опубликовал несколько статей в «Записках Уральского общества любителей естествознания».
В 1881 году организовал и стал заведующим Пермской метеорологической станции. Это была огороженная площадка в центре города, где располагались башенки с аппаратурой. Там проводились измерения температуры воздуха, влажности, атмосферного давления, скорости и направления ветра, осадков. Результаты измерений отправлялись в главную геофизическую обсерваторию. На основе результатов этих исследований Панаев написал несколько книг по климатологии. Климатический календарь и дневники наблюдений Панаева хранятся в Пермском областном краеведческом музее.
В 1883 году в Екатеринбурге была издана его книга «Сборник пословиц, поговорок, загадок, песен и былин, собранных в Соликамском уезде». С 1891 года жил в Перми.
В книге «Краткий географический и физический очерк города Соликамска», изданной в 1882 году, на основе изучения «Соликамской летописи» и архивных материалов середины XVIII века о жестоких морозах в Западной Европы Панаев сделал вывод о существенном изменении климата в XVIII—XIX веках:

Вопрос об изменении климата в Уральском крае принимает характер важного. Желая по возможности стать ближе к его разрешению, мы старались собирать сведения от старожилов, которые все сводятся к тому, что изменение в климате произошло и даже резкое, например, несколько десятков лет тому назад старожилы помнят такие суровые и продолжительные зимы, что замерзание на лету птиц было явлением обыкновенным. Летнее время отличалось сильной жарой, а осень и весна были коротки.
…
Ненормальности времён года появляются и в теперешнее время, но, что касается таких ужасных морозов, то кроме старожилов, их никто не помнит.

Панаев был одним из авторов «Иллюстрированного путеводителя по реке Каме и по реке Вишере с Колвой» под редакцией П. В. Сюзева, изданного в 1911 году в Типо-Литографии Пермского Губернского Правления.
В 1922 году зоолог С. Л. Ушков и Ф. Н. Панаев основали в Перми уголок живой природы, который в 1928 году был преобразован в Пермский зоосад.
Фёдор Николаевич Панаев скончался 30 марта 1933 года в городе Перми Уральской области, ныне административный центр Пермского края, и похоронен на Егошихинском кладбище города Перми.